# Bầu cử Quốc hội Việt Nam khóa XV
Chiều ngày 17 tháng 11 năm 2020, trong phiên bế mạc kỳ họp thứ 10 Quốc hội khóa XIV, Quốc hội Việt Nam đã thông qua Nghị quyết về Ngày bầu cử đại biểu Quốc hội khóa XV và Đại biểu Hội đồng nhân dân các cấp nhiệm kỳ 2021–2026 diễn ra vào ngày 23 tháng 5 năm 2021 với tỉ lệ 465/466 Đại biểu Quốc hội tham gia biểu quyết tán thành, chiếm 96,47% tổng số Đại biểu Quốc hội.
Trước tình hình đại dịch COVID-19 bùng phát tại Việt Nam, nên người dân phải đeo khẩu trang, ngồi cách nhau ít nhất 2 mét, theo thông điệp 5K của Bộ Y tế.

## Quy định của pháp luật
Theo Hiến pháp Việt Nam năm 2013, Việc bầu cử đại biểu Quốc hội và đại biểu Hội đồng nhân dân được tiến hành theo nguyên tắc phổ thông, bình đẳng, trực tiếp và bỏ phiếu kín. Công dân đủ 18 tuổi trở lên có quyền bầu cử và đủ 21 tuổi trở lên có quyền ứng cử vào Quốc hội, Hội đồng nhân dân. Đại biểu Quốc hội là người đại diện cho ý chí, nguyện vọng của Nhân dân ở đơn vị bầu cử ra mình và của Nhân dân cả nước
Mỗi tỉnh thành được phân ra thành nhiều đơn vị bầu cử. Số lượng đơn vị bầu cử tuy thuộc vào dân số tỉnh thành đó. Mỗi đơn vị bầu cử thường bầu chọn ra từ 1 đến 3 Đại biểu . Đại biểu được bầu sẽ chịu trách nhiệm với cử tri thuộc đơn vị bầu cử của mình. Thông thường 1 đơn vị bầu cử bao gồm một hoặc nhiều quận, huyện, thị xã hoặc thành phố thuộc tỉnh đó.
Luật Bầu cử đại biểu Quốc hội và đại biểu Hội đồng nhân đã quy định: Mỗi cử tri có quyền bỏ một phiếu bầu đại biểu Quốc hội và bỏ một phiếu bầu đại biểu Hội đồng nhân dân tương ứng với mỗi cấp Hội đồng nhân dân. Như vậy, cử tri phải tự mình đi bầu cử, không được nhờ người khác bầu cử thay, trừ trường hợp cử tri vì khuyết tật không tự bỏ phiếu được thì nhờ người khác bỏ phiếu vào hòm phiếu. Luật cũng quy định: Trong trường hợp cử tri ốm đau, già yếu, khuyết tật không thể đến phòng bỏ phiếu được thì Tổ bầu cử sẽ mang hòm phiếu phụ và phiếu bầu đến chỗ ở, chỗ điều trị của cử tri để cử tri nhận phiếu và thực hiện bầu cử. Cử tri không thể tự viết được phiếu bầu thì nhờ người khác viết hộ nhưng phải tự mình bỏ phiếu; người viết hộ phải bảo đảm bí mật phiếu bầu của cử tri.

### Quyền lợi từ bầu cử
Bầu cử đại biểu Quốc hội và đại biểu Hội đồng nhân dân là hình thức dân chủ trực tiếp, là phương thức thể hiện ý chí, nguyện vọng và quyền làm chủ của nhân dân trong việc xây dựng Nhà nước nói chung và cơ quan đại diện-cơ quan quyền lực Nhà nước từ trung ương đến địa phương ở Việt Nam nói riêng. Tham gia ứng cử và bầu cử đại biểu Quốc hội và đại biểu Hội đồng nhân dân là quyền cơ bản của công dân trong việc xây dựng chính quyền của nhân dân, do nhân dân, vì nhân dân. Thông qua việc bầu cử này, nhân dân thực hiện quyền dân chủ bằng cách lựa chọn những đại biểu xứng đáng vào Quốc hội, Hội đồng nhân dân. Đối với mỗi cử tri, việc đi bầu cử là quyền lợi đồng thời cũng là trách nhiệm của công dân đối với đất nước.

### Quyền bầu cử không phải là nghĩa vụ của công dân
Ngày 14 tháng 3 năm 2016, Công văn số 137-CV/BTGTW đính chính khẩu hiệu số 4 tại Hướng dẫn 169-HD/BTGTW về tuyên truyền bầu cử. Theo đó, khẩu hiệu "Bầu cử đại biểu Quốc hội và đại biểu Hội đồng nhân dân là quyền và nghĩa vụ của mỗi công dân!" được đính chính thành khẩu hiệu "Bầu cử đại biểu Quốc hội và đại biểu Hội đồng nhân dân là quyền lợi của mỗi công dân!"

### Quyền bầu cử không tách rời nghĩa vụ của công dân
Theo tài liệu tuyên truyền bầu cử:
| “ | "Quyền bầu cử là quyền cơ bản của công dân được Hiến pháp, pháp luật quy định nhằm bảo đảm cho mọi công dân có đủ điều kiện thực hiện việc lựa chọn người đại biểu của mình vào cơ quan quyền lực Nhà nước. Quyền của công dân không tách rời nghĩa vụ của công dân. Bầu cử là một thể chế dân chủ đã có từ lâu. Nhà nước ta là Nhà nước của nhân dân, do nhân dân, vì nhân dân. Nhân dân tổ chức ra Nhà nước bằng cách bầu ra các cơ quan quyền lực Nhà nước. Thông qua bầu cử, nhân dân trực tiếp bỏ phiếu bầu người đại diện cho ý chí, nguyện vọng và quyền làm chủ của mình, thay mặt mình thực hiện quyền lực Nhà nước; góp phần thiết lập bộ máy Nhà nước để tiến hành các hoạt động quản lý xã hội" | ” |

### Vận động bầu cử

#### Nguyên tắc vận động bầu cử
Điều 63 Luật Bầu cử quy định:
1. Việc vận động bầu cử được tiến hành dân chủ, công khai, bình đẳng, đúng pháp luật, bảo đảm trật tự, an toàn xã hội.
2. Người ứng cử đại biểu Quốc hội, ứng cử đại biểu Hội đồng nhân dân ở đơn vị bầu cử nào thì thực hiện vận động bầu cử tại đơn vị bầu cử đó.
3. Các tổ chức phụ trách bầu cử và thành viên của các tổ chức này không được vận động cho người ứng cử.

#### Về hình thức vận động bầu cử
Luật Bầu cử đại biểu Quốc hội quy định hai hình thức.
- Một là gặp gỡ, tiếp xúc với cử tri tại hội nghị tiếp xúc cử tri ở địa phương nơi mình ứng cử.
- Hai là thông qua phương tiện thông tin đại chúng.

#### Hành vi bị cấm trong vận động bầu cử:
- Lợi dụng vận động bầu cử để tuyên truyền trái với Hiến pháp và pháp luật hoặc làm tổn hại đến danh dự, nhân phẩm, uy tín, quyền, lợi ích hợp pháp khác của tổ chức, cá nhân khác.
- Lạm dụng chức vụ, quyền hạn để sử dụng phương tiện thông tin đại chúng trong vận động bầu cử.
- Lợi dụng vận động bầu cử để vận động tài trợ, quyên góp ở trong nước và nước ngoài cho tổ chức, cá nhân mình.
- Sử dụng hoặc hứa tặng, cho, ủng hộ tiền, tài sản hoặc lợi ích vật chất để lôi kéo, mua chuộc cử tri.

#### Thời gian tiến hành vận động
Thời gian vận động bầu cử được bắt đầu từ ngày công bố danh sách chính thức những người ứng cử và kết thúc trước thời điểm bắt đầu bỏ phiếu 24 giờ

#### Vận động tranh cử thông qua phương tiện truyền thông
Điều 67 Luật Bầu cử quy định:
1. Người ứng cử đại biểu Quốc hội trình bày với cử tri về dự kiến chương trình hành động của mình nếu được bầu làm đại biểu Quốc hội khi trả lời phỏng vấn trên các phương tiện thông tin đại chúng ở địa phương nơi mình ứng cử và trên trang thông tin điện tử về bầu cử đại biểu Quốc hội của Hội đồng bầu cử quốc gia.
2. Người ứng cử đại biểu Hội đồng nhân dân trình bày với cử tri về dự kiến chương trình hành động của mình nếu được bầu làm đại biểu Hội đồng nhân dân khi trả lời phỏng vấn trên các phương tiện thông tin đại chúng ở địa phương và trên trang thông tin điện tử về bầu cử của Ủy ban bầu cử (nếu có).
3. Hội đồng bầu cử quốc gia, Ủy ban bầu cử có trách nhiệm chỉ đạo cơ quan quản lý trang thông tin điện tử thực hiện đúng các quy định của pháp luật về việc đăng tải nội dung vận động bầu cử.
4. Ủy ban nhân dân cấp tỉnh tổ chức việc đăng tải chương trình hành động của người ứng cử đại biểu Quốc hội, ứng cử đại biểu Hội đồng nhân dân trên các phương tiện thông tin đại chúng của địa phương.

## Hệ bầu cử
Tổng cộng có 866 ứng cử viên tham gia, trong đó có 203 người do Trung ương giới thiệu và 663 người do địa phương giới thiệu và tự ứng cử. 670 người tham gia với tư cách ứng cử viên cho vị trí đại biểu quốc hội kiêm nhiệm, số còn lại là chuyên trách. Về tỷ lệ giới tính có 393 người là phụ nữ. 74 người không phải là Đảng viên Đảng Cộng sản Việt Nam, 185 người thuộc dân tộc thiểu số. Về trình độ học vấn, 563 người có trình độ trên đại học và 293 người có trình độ đại học.
Toàn quốc có gần 69,2 triệu cử tri với trên 84.700 khu vực bỏ phiếu. Thời gian bầu cử là từ 07h00 đến 19h00 ngày 23/5/2021.
Theo Hội đồng Bầu cử Quốc gia, cả nước thành lập 63 Ủy ban bầu cử cấp tỉnh; 682 Ủy ban bầu cử cấp huyện và 10.134 Ủy ban bầu cử cấp xã. 184 Ban bầu cử đại biểu Quốc hội; 1.059 Ban bầu cử đại biểu HĐND cấp tỉnh; 6.188 Ban bầu cử đại biểu HĐND cấp huyện; 69.619 Ban bầu cử đại biểu HĐND cấp xã. Ở các khu vực bỏ phiếu, các địa phương trong cả nước đã thành lập 84.767 tổ bầu cử.
Tính đến 10h00, đã có nhiều đơn vị bầu cử đã hoàn thành 100% cử tri đi bầu, như 23 đơn vị bầu cử ở Bạc Liêu, 10 đơn vị ở Vĩnh Phúc. Để đảm bảo an ninh, an toàn cho Tổng tuyển cử, nhiều đơn vị Công an đã tiến hành bầu cử sớm. Để tổ chức thành công, an toàn cuộc bầu cử trong điều kiện diễn biến phức tạp của dịch Covid-19, bảo đảm quyền bầu cử của công dân, Hội đồng Bầu cử quốc gia đã ban hành gần 10 văn bản để hướng dẫn công tác tổ chức bầu cử, thực hiện quyền bỏ phiếu của người đang thực hiện cách ly tại các cơ sở cách ly tập trung, các địa bàn dân cư thực hiện cách ly xã hội hoặc bị phong tỏa do dịch bệnh Covid-19.

## Nhận định
Tổng Bí thư Nguyễn Phú Trọng cho biết:
| “ | "Tôi tin tưởng, với ý nghĩa quan trọng của cuộc bầu cử lần này, đất nước ta sẽ bước vào một giai đoạn phát triển mới, ngày càng tốt đẹp hơn, đáp ứng được yêu cầu, nguyện vọng của cử tri, và nhân dân cả nước. Với gần 70 triệu lá phiếu của cử tri để bầu ra 500 đại biểu Quốc hội; gần 4.000 đại biểu Hội đồng nhân dân cấp tỉnh và thành phố; hơn hai vạn đại biểu Hội đồng nhân dân cấp huyện; và hơn 24 vạn đại biểu Hội đồng nhân dân cấp xã, phường, thì đây là cuộc bầu cử có quy mô lớn nhất từ trước đến nay. Tôi chỉ muốn nhấn mạnh thêm: Là đại biểu của nhân dân thì phải thường xuyên tu dưỡng, rèn luyện, giữ gìn phẩm chất, đạo đức, nâng cao trình độ về mọi mặt, gần gũi và lắng nghe ý kiến của cử tri, của nhân dân, thực hiện và hoàn thành tốt nhất nhiệm vụ mà cử tri và nhân dân tin tưởng, giao phó." | ” |

Chủ tịch nước Nguyễn Xuân Phúc:
| “ | "Đại đoàn kết dân tộc là vấn đề rất lớn mà Đảng, Bác Hồ luôn quan tâm. Đặc biệt trong ngày hội lớn của non sông – toàn dân đi bỏ phiếu hay những sự kiện quan trọng của đất nước, trong thiên tai, lũ lụt thì tinh thần đoàn kết toàn dân tộc luôn luôn được phát huy. Và với người dân Việt Nam, đây là truyền thống quý báu đặc biệt được nhân lên nhiều lần trong kháng chiến cứu quốc và xây dựng Chủ nghĩa xã hội ở nước ta. Sắp tới đây các cơ quan nhà nước sẽ ban hành những chương trình cụ thể về cải cách hành chính minh bạch, công khai; xây dựng thể chế pháp luật cụ thể hóa việc xây dựng nhà nước pháp quyền ở Việt Nam." | ” |

Chủ tịch Quốc hội Vương Đình Huệ:
| “ | "Hôm nay là ngày trọng đại của đất nước, gần 70 triệu cử tri trong cả nước sẽ đến 85.000 khu vực bỏ phiếu để lựa chọn những người đại diện tiêu biểu vào cơ quan Quốc hội, Hội đồng nhân dân các cấp. Hôm nay cũng là ngày đặc biệt – Ngày hội non sông, không khí cả nước rực rỡ cờ hoa, ở Hải Phòng cũng vậy, người dân nô nức, phấn khởi, hăng hái đi bỏ phiếu, trên khuôn mặt mọi người đều toát lên nụ cười rực rỡ. Các thành viên trong Hội đồng bầu cử cũng như cá nhân tôi hồi hộp từng ngày, từng giờ. Và hôm qua (22/5), tôi rất vui mừng vì cả nước có 16 tỉnh thực hiện bỏ phiếu sớm, với hơn 500.000 cử tri đi bỏ phiếu; 14/16 tỉnh đã bỏ phiếu với 100% số lượng cử tri đi bầu; trong tổng số hơn nửa triệu cử tri đi bầu ngày 22/5 có 99,96% cử tri đi bầu. Qua ngày bầu cử trong đại dịch Covid-19 lần này, chúng ta càng thấy được sức mạnh trùng trùng điệp điệp của nhân dân, sức mạnh của khối đại đoàn kết toàn dân tộc Việt Nam. Với sức mạnh đó, dưới sự lãnh đạo của Đảng đã đưa con thuyền cách mạng Việt Nam đi hết thắng lợi này đến thắng lợi khác và trong công cuộc đổi mới ngày nay đã lập nên những thành tựu hết sức quan trọng và có ý nghĩa lịch sử trong quá trình xây dựng và phát triển đất nước. Tôi tin tưởng rằng với quyết tâm, tinh thần đại đoàn kết, sự đồng lòng, hưởng ứng của cử tri, cuộc bầu cử lần này chắc chắn sẽ thành công. Hội đồng bầu cử quốc gia, các cấp ủy đảng, chính quyền và nhân dân, Mặt trận Tổ quốc Việt Nam các cấp, Ủy ban bầu cử các cấp đã thực hiện rất đồng bộ, Do đó, cuộc bầu cử lần này được chuẩn bị hết sức chu đáo, toàn diện, cụ thể, sâu sát với tinh thần sáng tạo, vượt qua mọi khó khăn dưới tác động của đại dịch Covid-19." | ” |

Ông Hoàng Thanh Tùng, Ủy viên Trung ương Đảng, Chủ nhiệm Ủy ban Pháp luật của Quốc hội, Phó trưởng Tiểu Ban Văn bản pháp luật và Thông tin tuyên truyền (Hội đồng bầu cử Quốc gia), khẳng định trước diễn biến phức tạp của dịch Covid-19, các cấp có thẩm quyền đã chỉ đạo, quy định các tình huống cần thực hiện để đảm bảo cuộc bầu cử diễn ra an toàn, tất cả cử tri, kể cả những bệnh nhân Covid-19 hay F1, F2 đang cách ly, điều trị đều được thực hiện quyền bỏ phiếu.
Theo ông Bùi Văn Cường, Tổng thư ký Quốc hội, Chánh Văn phòng Hội đồng Bầu cử Quốc gia cho biết các địa phương đã tổ chức cẩn thận, kỹ lưỡng, đảm bảo vừa hoàn thành nhiệm vụ, vừa bảo vệ được sức khỏe người dân. Việc bỏ phiếu tại các khu cách ly tập trung, khu vực đang giãn cách được tổ chức chu đáo, an toàn. Ông Cường cũng nhấn mạnh:
| “ | "Nhiều âm mưu của thế lực thù địch đã được triệt phá, kể cả liên quan việc giới thiệu người để cài cắm vào hệ thống...Có thể đánh giá kỳ bầu cử đại biểu Quốc hội khoá XV và đại biểu Hội đồng nhân dân nhiệm kỳ 2021-2026 đã thành công tốt đẹp, không sự cố lớn xảy ra" | ” |